# 3G Capital
3G Capital es una sociedad de inversión multimillonaria brasileña-estadounidense, fundada en 2004 por Alex Behring, Jorge Paulo Lemann, Carlos Alberto Sicupira, Marcel Herrmann Telles y Roberto Thompson Motta.
La firma es conocida por implementar presupuestos de base cero en sus compañías de cartera: Anheuser-Busch InBev, Restaurant Brands International (Burger King, Tim Hortons y Popeyes Louisiana Kitchen), Kraft Heinz, así como por asociarse con Berkshire Hathaway para sus adquisiciones.

## Ofertas notables
En 2010, la compañía adquirió Burger King por 3,3 mil millones de dólares y, posteriormente, tomó la empresa de forma privada. El acuerdo se anunció en septiembre de 2010 y se finalizó en noviembre. Los accionistas recibieron $24,00 por acción en efectivo. Bajo la nueva dirección, Burger King introdujo un menú y estrategias de marketing reelaborados. En junio de 2012, Burger King volvió a aparecer como una empresa que cotizaba en bolsa a través de un acuerdo de 1400 millones de dólares con Justice Holdings. A pesar de la reincorporación, 3G Capital retuvo una participación del 71% de la empresa.
En diciembre de 2014, el gobierno federal canadiense aprobó la compra de Tim Hortons por parte de 3G Capital por 12,5 mil millones de dólares. La adquisición fusionó a Burger King con Tim Hortons como Restaurant Brands International.
El 25 de marzo de 2015, se anunció que 3G Capital estaba en "conversaciones avanzadas" para comprar Kraft Foods por 40 mil millones de dólares y fusionarlo con Heinz para crear la quinta empresa alimentaria más grande del mundo. Heinz estaba siendo asesorada en la transacción por Lazard y Kraft por Centerview Partners. Finalmente, ambas empresas se fusionaron en Kraft Heinz.

## Oficinas y gestión
3G Capital tiene oficinas en Río de Janeiro y en Nueva York, y la empresa está dirigida por el socio gerente Alex Behring desde Nueva York. Las filiales de la firma y sus socios tienen el control o participaciones de propiedad parcial en otras compañías globales como Anheuser-Busch InBev, Lojas Americanas (el minorista no alimentario y en línea más grande de América Latina) y América Latina Logística (la empresa de logística ferroviaria más grande de América Latina).